# Nervi sottoscapolari
I nervi sottoscapolari sono due nervi muscolari che originano come rami collaterali dorsali del plesso brachiale. Nascono dal tronco secondario posteriore o dal nervo ascellare e ricevono fibre da C5 e C6.
Il nervo sottoscapolare superiore innerva la parte superiore del muscolo sottoscapolare.
Il nervo sottoscapolare inferiore innerva la parte inferiore del muscolo sottoscapolare e il muscolo grande rotondo.